# 리멤버 더 밀크
리멤버 더 밀크(Remember The Milk)는 GTD 방법론에 따른 온라인 일정 관리 서비스이다. 영어 머리글자를 따 'RTM'이라고 부르기도 한다.

## 장점
- Ajax 기술을 이용하여 웹으로 간편하게 일정을 관리할 수 있다.
- 일정별로 꼬리표를 붙여 분류할 수 있다.
- 휴대폰같은 모바일 장비와 연동하여 일정을 확인할 수 있다.
- 구글 캘린더와 연동할 수 있다.

## 같이 보기
- Getting Things Done